# サラダホープ

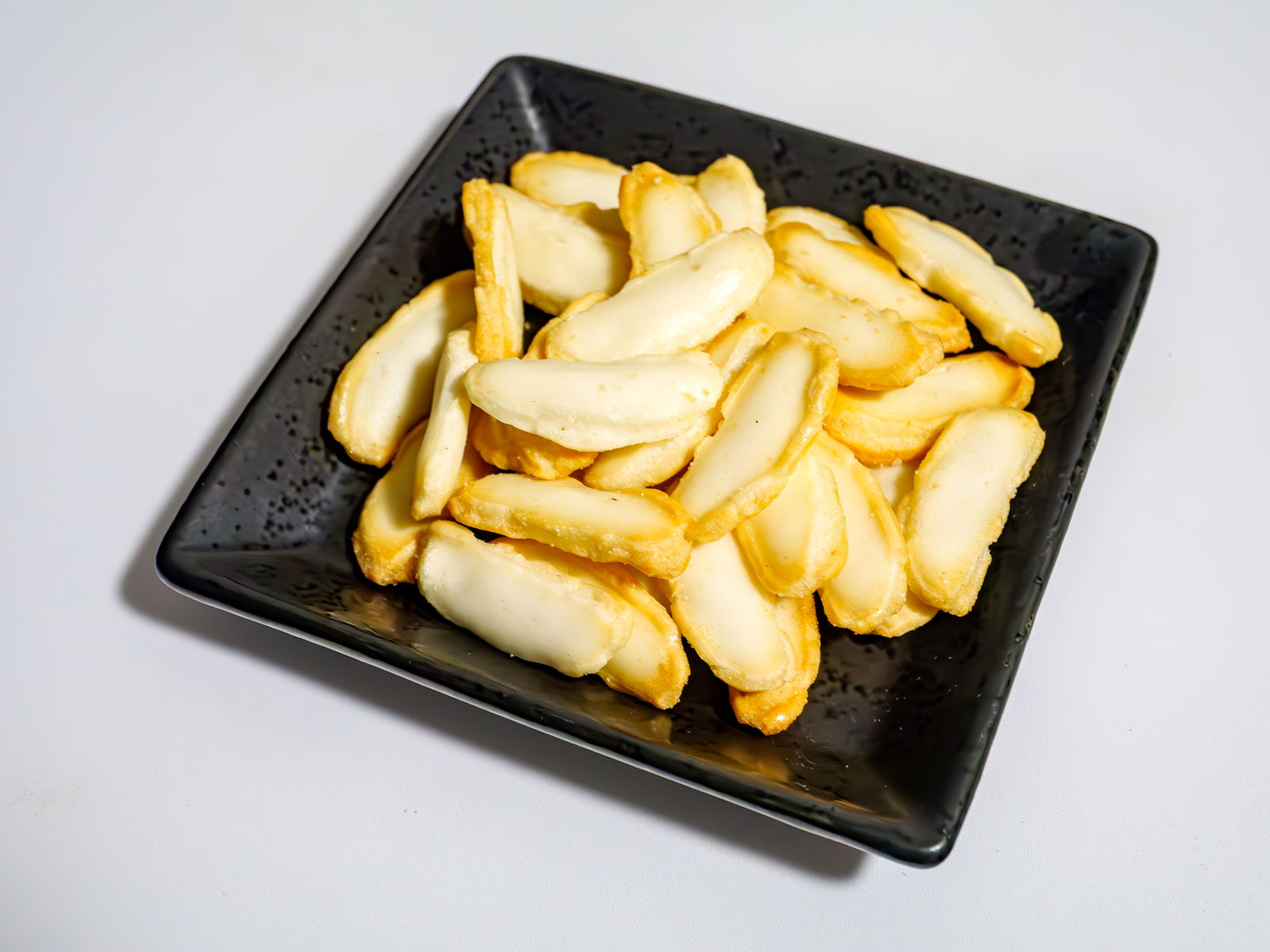
サラダホープ

サラダホープは、亀田製菓が製造販売する米菓、あられ。

## 概要
1961年に発売され、現在亀田製菓から販売されている商品で最古の歴史を持つ。現在はほぼ新潟県内でのみ販売されている。
米菓の表面にサラダ油を吹きつけて塩分を固定する手法を用いたことから、塩味をサラダ味と呼ぶ契機の一つとなった。